# メトリホナート
メトリホナート（英語: metrifonate）は、ホスホン酸エステルの1種で、コリンエステラーゼ阻害作用を持ち、殺虫剤や駆虫薬として使われる。トリクロルホン（英語: trichlorfon）や、DEPと呼ぶ場合もある。

## 用途

### 殺虫剤
メトリホナートはバイエル社が開発し、日本では1957年5月29日に農薬として登録を受けた。特許切れに伴い複数の企業が製造販売しているものの、その商品名にはディプテレックスなどのように「ディプ」や「デプ」と付く製剤が多い。農業用としては、イネのニカメイチュウやウンカ、野菜のアブラムシやヨトウムシ、果樹のハマキムシやコガネムシ、クワのアメリカシロヒトリに効き目を持ち、街路樹など非農耕地にも使用される。

### 駆虫薬
動物用医薬品として、家畜や魚類の体表に寄生した、寄生虫の駆除のために、メトリホナートが用いられる場合がある。例えば、ウシ・ブタ・ニワトリに付着したマダニやシラミの駆除や、コイ・フナ・ウナギに付着したイカリムシやウオジラミの駆除といった用途が有る。

## 危険性
日本の毒物及び劇物取締法では、メトリホナートが10パーセントを超える濃度の製剤は、劇物に区分される。pH5以上の水中では、塩化水素を遊離して、短時間でジクロルボスに変化する。哺乳類の体内に吸収されたメトリホナートが代謝された場合も、同様にジクロルボスが生じる。なお、ラットに対してメトリホナートを経口投与した場合のLD50は、253 (mg/kg)であったとの報告が存在する。